# The Last Vampire - Creature nel buio
(Tagline del film)
The Last Vampire - Creature nel buio, pubblicato in Giappone con il titolo di Last Blood (ラスト・ブラッド?, Rasuto Buraddo), è un film del 2009 diretto da Chris Nahon.
Si tratta del remake del film d'animazione giapponese Blood: The Last Vampire del 2000 di Mamoru Oshii.
Il film si concentra su una ragazza mezza umana mezza vampiro di nome Saya che ha come scopo di vita cacciare vampiri purosangue assieme a degli umani votati alla causa e cerca di distruggere Onigen, il più potente tra i demoni.
In lingua inglese è stato distribuito in Giappone ed in altri mercati asiatici il 29 maggio 2009. Nel Regno Unito è uscito il 26 giugno 2009 e negli USA a partire dal 10 luglio 2009 con distribuzioni limitate. In Italia è stato distribuito il 9 giugno 2010 direttamente in edizione DVD.

## Trama
Saya è una creatura mezzosangue di 400 anni, che caccia altri vampiri.
Cresciuta da un uomo di nome Kato, lavora liberamente con un'organizzazione denominata "Il Consiglio", alla ricerca di Onigen, uno dei più antichi e forti demoni. Cercando indizi a riguardo di Onigen, Saya si trasferisce in una scuola nei pressi della base militare aerea di Yokota. Normalmente solitaria, Saya fa amicizia con una giovane ragazza di nome Alice, che lei salva da alcuni vampiri.
Dopo aver eliminato vari vampiri minori chiamati Sanguesughe, Saya viene a conoscenza che Onigen è uscita allo scoperto. Assieme ad Alice riesce a trovarla, e dopo un duro scontro la uccide, capendo però che questo demone era proprio sua madre e che uccidendola sarebbe diventata più simile a questa, condizione che odiava più di ogni altra cosa.

## Produzione
Nel maggio 2006, Bill Kong ha annunciato che stava producendo un adattamento cinematografico in live-action di Blood: The Last Vampire, diretto da Ronny Yu.
Come l'anime, sarebbe stato girato principalmente in lingua inglese anziché in giapponese. Kong e Yu inizialmente prevedevano di finanziare il loro progetto, ma nel novembre 2006, la Production I.G accettò ufficialmente il film ed iniziò ad offrirne sostegno finanziario. Il contratto prevedeva che invece di essere pagata in una licenza di diritto, la Production I.G avrebbe ricevuto una percentuale di tutti i ricavi generati dal film. Attraverso accordi con la Manga Entertainment, la società francese Pathé diventò una società di co-produzione del film, unendo la sede a Hong Kong Edko.
Yu venne mantenuto come produttore, ma la regia fu assegnata a Chris Nahon. L'attrice sudcoreana Jun Ji-hyun, che adottò il nome inglese Gianna Jun per i titoli, fu scelta per il ruolo di Saya.
In un primo annuncio tempestivo, si è affermato che il film sarebbe stato ambientato nel 1948 in un campo dell'Esercito degli Stati Uniti a Tokyo, poco dopo la conclusione della Seconda guerra mondiale durante l'occupazione americana in Giappone. Durante la produzione, l'ambientazione del film fu spostata invece al 1970 (data originale dell'impostazione per l'anime).
Le riprese sono avvenute a Dali, a Kunming ed a Teng Chong, in Cina; a Ituzaingó, a Morón, al Leloir Park e a Vicente López (Buenos Aires) in Argentina.

## Distribuzione

### Data di uscita
Originariamente previsto per essere distribuito in tutto il mondo nella primavera del 2008, il film è uscito in anteprima in Giappone il 29 maggio 2009 ed è stato pubblicato in Inghilterra il 26 giugno 2009.
La Sony Pictures Worldwide Acquisitions Group concesse la licenza per la distribuzione del prodotto nel Nord America, dove fu distribuito al festival di Samuel Goldwyn Films il 10 luglio 2009.

### Accoglienza
Il film ha incassato 473992 $ in Giappone, ed ha avuto un guadagno di 5731143 $ in tutto il mondo. Il fine settimana dell'uscita della sua edizione limitata in 20 cinema statunitensi, il film ha incassato 103000 $.
Il film ha ricevuto recensioni generalmente negative da parte della critica americana.